# Шаф, Дуглас
Дуглас Фредерик Шаф (англ. Douglas Frederick Scharf; род. 1979, США) —  иерарх Епископальной церкви, 6-й епископ Юго-Западной Флориды с 10 декабря 2022 года.

## Личная жизнь
Родился в 1979 году в семье Фредерика и Кэролл Шаф. Отец его был протестантским священником, и детство будущего епископа прошло на территории епархии Юго-Западной Флориды. Шаф женат на женщине по имени Шеннон, в браке с которой у него родились три ребёнка — Клейтон, Паркер и Грейди. Увлекается музыкой, игрой на фортепиано, литературой, туристическими походами и катанием на байдарках.

## Служение
В 2002 году Шаф окончил Флоридский Университет Побережья Мексиканского залива со степенью бакалавра английского языка. Продолжил образование в Виргинской теологической семинарии в Александрии, которую окончил в 2004 году со степенью магистра богословия. В 2018 году защитил докторскую степень в Кэндлерской теологической школе Университета Эмори со специализацией в области библейской экзегетики.
После рукоположения в сан диакона и сан священника, с июня 2004 по октябрь 2007 года служил помощником настоятеля церкви Святого Духа в Оспри, в штате Флорида. В 2007—2016 годах нёс служение настоятеля церкви Святых Невинных в Валрико. С января 2017 года до своего избрания епископом был настоятелем  церкви Доброго Пастыря и директором приходской школы в Текесте. Помимо служения на приходе, занимал различные руководящие должности в епархиальных комитетах и генеральных структурах Епископальной церкви, включая место президента Постоянного комитета, декана созыва и дважды место заместителя председателя Генерального собрания.
2 апреля 2022 года Шаф был избран епископом-коадъютором Юго-Западной Флориды. 24 сентября 2022 года в Концертном зале Ван-Везел в Сарасоте он был рукоположен в сан епископа примасом Епископальной церкви Майклом Брюсом Карри. 10 декабря 2022 года в соборе Святого Петра в Сент-Питерсберге состоялась его интронизация как епископа Юго-Западной Флориды.